# Kunów (gmina)
Kunów (do 1870 gmina Nietulisko) – gmina miejsko-wiejska w Polsce położona w województwie świętokrzyskim, w powiecie ostrowieckim. W latach 1975–1998 gmina administracyjnie należała do województwa kieleckiego.
Siedziba gminy to Kunów.
Według danych z 30 czerwca 2004 gminę zamieszkiwały 9934 osoby.

## Struktura powierzchni
Według danych z roku 2002 gmina Kunów ma obszar 113,73 km², w tym:
- użytki rolne: 50%
- użytki leśne: 43%

Gmina stanowi 18,45% powierzchni powiatu.

## Demografia
Dane z 30 czerwca 2004:
| Opis                              | Ogółem | Ogółem | Kobiety | Kobiety | Mężczyźni | Mężczyźni |
| --------------------------------- | ------ | ------ | ------- | ------- | --------- | --------- |
| jednostka                         | osób   | %      | osób    | %       | osób      | %         |
| populacja                         | 9934   | 100    | 5074    | 51,1    | 4860      | 48,9      |
| gęstość zaludnienia (mieszk./km²) | 87,3   | 87,3   | 44,6    | 44,6    | 42,7      | 42,7      |

## Miejscowości

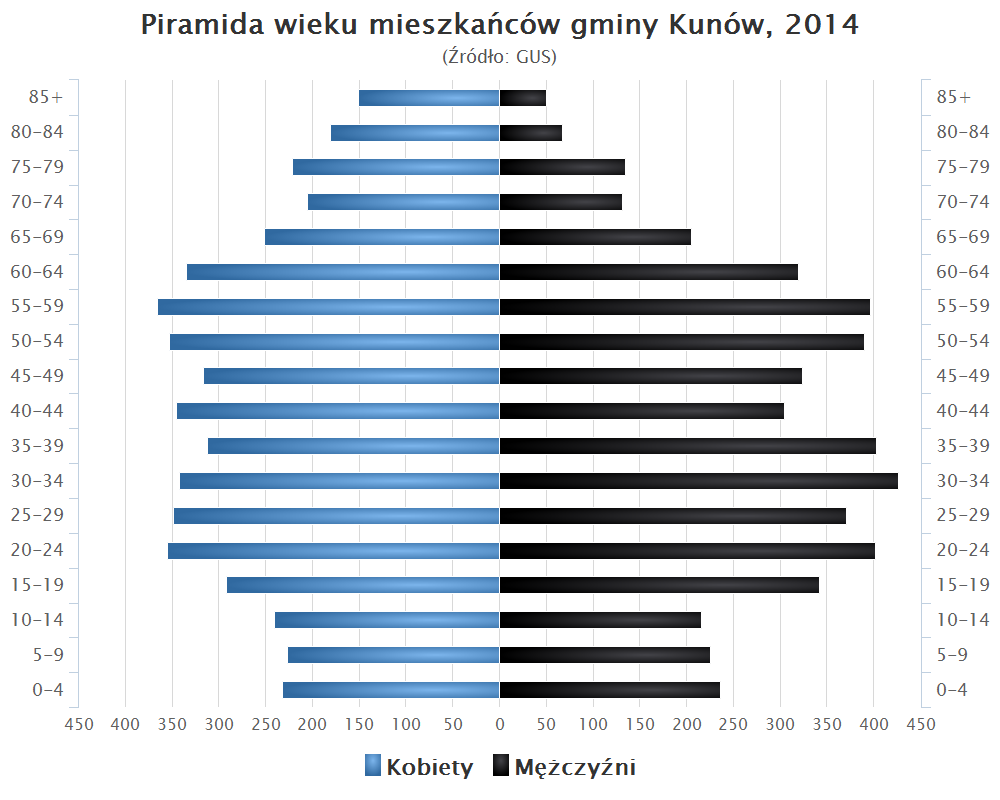
Piramida wieku mieszkańców gminy Kunów w 2014 roku

| Miejscowości podstawowe oraz ich integralne części w administracji gminy Kunów – obszar wiejski.                                                                                          | Miejscowości podstawowe oraz ich integralne części w administracji gminy Kunów – obszar wiejski. | Miejscowości podstawowe oraz ich integralne części w administracji gminy Kunów – obszar wiejski. | Miejscowości podstawowe oraz ich integralne części w administracji gminy Kunów – obszar wiejski. | Miejscowości podstawowe oraz ich integralne części w administracji gminy Kunów – obszar wiejski. |
| SIMC | Nazwa miejscowości                                                                               | Rodzaj miejscowości                                                                              | Miejscowość podstawowa                                                                           | Położenie geograficzne                                                                           |
| --- | ------------------------------------------------------------------------------------------------ | ------------------------------------------------------------------------------------------------ | ------------------------------------------------------------------------------------------------ | ------------------------------------------------------------------------------------------------ |
| 0247309 | Nietulisko Duże                                                                                  | wieś                                                                                             |                                                                                                  | 50°58′59″N 21°15′10″E/50,983056 21,252778                                                        |
| 0247172 | Kolonia Inwalidzka                                                                               | wieś                                                                                             |                                                                                                  | 50°59′17″N 21°18′06″E/50,988056 21,301667                                                        |
| 0247373 | Prawęcin                                                                                         | wieś                                                                                             |                                                                                                  | 50°57′25″N 21°14′08″E/50,956944 21,235556                                                        |
| 0247433 | Rudka                                                                                            | wieś                                                                                             |                                                                                                  | 50°56′57″N 21°18′41″E/50,949167 21,311389                                                        |
| 0247120 | Janik                                                                                            | wieś                                                                                             |                                                                                                  | 50°58′28″N 21°19′07″E/50,974444 21,318611                                                        |
| 0246959 | Biechów                                                                                          | wieś                                                                                             |                                                                                                  | 50°55′36″N 21°17′23″E/50,926667 21,289722                                                        |
| 0247077 | Doły Biskupie                                                                                    | wieś                                                                                             |                                                                                                  | 50°58′14″N 21°12′43″E/50,970556 21,211944                                                        |
| 0247367 | Kolonia Piaski                                                                                   | wieś                                                                                             |                                                                                                  | 50°58′38″N 21°17′09″E/50,977222 21,285833                                                        |
| 0247500 | Wymysłów                                                                                         | wieś                                                                                             |                                                                                                  | 50°58′11″N 21°20′24″E/50,969722 21,340000                                                        |
| 0247054 | Chocimów                                                                                         | wieś                                                                                             |                                                                                                  | 50°56′19″N 21°14′40″E/50,938611 21,244444                                                        |
| 0247479 | Udziców                                                                                          | wieś                                                                                             |                                                                                                  | 50°56′36″N 21°17′48″E/50,943333 21,296667                                                        |
| 0247019 | Bukowie                                                                                          | wieś                                                                                             |                                                                                                  | 50°55′49″N 21°16′04″E/50,930278 21,267778                                                        |
| 0247290 | Miłkowska Karczma                                                                                | wieś                                                                                             |                                                                                                  | 51°00′34″N 21°21′25″E/51,009444 21,356944                                                        |
| 0247261 | Małe Jodło                                                                                       | wieś                                                                                             |                                                                                                  | 50°56′22″N 21°13′27″E/50,939444 21,224167                                                        |
| 0246994 | Boksycka                                                                                         | wieś                                                                                             |                                                                                                  | 50°56′59″N 21°19′54″E/50,949722 21,331667                                                        |
| 0247226 | Kurzacze                                                                                         | wieś                                                                                             |                                                                                                  | 51°00′41″N 21°22′28″E/51,011389 21,374444                                                        |
| 0247344 | Nietulisko Małe                                                                                  | wieś                                                                                             |                                                                                                  | 50°58′14″N 21°15′24″E/50,970556 21,256667                                                        |
| 0246971 | Parcela                                                                                          | część wsi                                                                                        | Biechów                                                                                          | 50°55′12″N 21°16′13″E/50,920000 21,270278                                                        |
| 0246965 | Biechów-Kolonie                                                                                  | część wsi                                                                                        | Biechów                                                                                          | 50°55′13″N 21°16′29″E/50,920278 21,274722                                                        |
| 0246988 | Stara Wieś                                                                                       | przysiółek wsi                                                                                   | Biechów                                                                                          | 50°55′38″N 21°17′13″E/50,927222 21,286944                                                        |
| 0247002 | Serwitut Sławęcki                                                                                | część wsi                                                                                        | Boksycka                                                                                         | 50°57′08″N 21°20′06″E/50,952222 21,335000                                                        |
| 0247025 | Kozia Ulica                                                                                      | część wsi                                                                                        | Bukowie                                                                                          | 50°56′06″N 21°16′26″E/50,935000 21,273889                                                        |
| 0247048 | Średnia                                                                                          | część wsi                                                                                        | Bukowie                                                                                          | 50°55′48″N 21°16′16″E/50,930000 21,271111                                                        |
| 0247031 | Od Waśniowa                                                                                      | część wsi                                                                                        | Bukowie                                                                                          | 50°55′37″N 21°15′53″E/50,926944 21,264722                                                        |
| 0247060 | Chocimów-Dwór                                                                                    | część wsi                                                                                        | Chocimów                                                                                         | 50°56′01″N 21°14′51″E/50,933611 21,247500                                                        |
| 0247114 | Witulin                                                                                          | część wsi                                                                                        | Doły Biskupie                                                                                    | 50°58′02″N 21°13′21″E/50,967222 21,222500                                                        |
| 0247090 | Osada Fabryczna                                                                                  | część wsi                                                                                        | Doły Biskupie                                                                                    | 50°58′08″N 21°13′21″E/50,968889 21,222500                                                        |
| 0247083 | Doły Opacie                                                                                      | część wsi                                                                                        | Doły Biskupie                                                                                    | 50°57′39″N 21°12′46″E/50,960833 21,212778                                                        |
| 0247108 | Podlesie                                                                                         | część wsi                                                                                        | Doły Biskupie                                                                                    | 50°58′52″N 21°12′54″E/50,981111 21,215000                                                        |
| 0247150 | Rajki                                                                                            | część wsi                                                                                        | Janik                                                                                            | 50°58′48″N 21°18′59″E/50,980000 21,316389                                                        |
| 0247143 | Kozianka                                                                                         | część wsi                                                                                        | Janik                                                                                            | 50°59′08″N 21°18′47″E/50,985556 21,313056                                                        |
| 0247137 | Janik Drugi                                                                                      | część wsi                                                                                        | Janik                                                                                            | 50°58′54″N 21°19′32″E/50,981667 21,325556                                                        |
| 0247166 | Janik-Kolonia                                                                                    | kolonia                                                                                          | Janik                                                                                            | 50°58′08″N 21°19′52″E/50,968889 21,331111                                                        |
| 0247195 | Zagroda Inwalidów                                                                                | część wsi                                                                                        | Kolonia Inwalidzka                                                                               | 50°59′06″N 21°17′57″E/50,985000 21,299167                                                        |
| 1018864 | Stefania                                                                                         | osada                                                                                            | Kolonia Inwalidzka                                                                               | 50°59′29″N 21°17′43″E/50,991389 21,295278                                                        |
| 0247189 | Sadłowizna                                                                                       | osada leśna wsi                                                                                  | Kolonia Inwalidzka                                                                               | 51°00′26″N 21°18′26″E/51,007222 21,307222                                                        |
| 1018858 | Sadłowizna                                                                                       | osada wsi                                                                                        | Kolonia Inwalidzka                                                                               | 51°01′13″N 21°18′33″E/51,020278 21,309167                                                        |
| 0247210 | Posada                                                                                           | przysiółek wsi                                                                                   | Kolonia Inwalidzka                                                                               | 50°59′48″N 21°18′20″E/50,996667 21,305556                                                        |
| 0247203 | Podlubienik                                                                                      | przysiółek wsi                                                                                   | Kolonia Inwalidzka                                                                               | 50°59′08″N 21°18′10″E/50,985556 21,302778                                                        |
| 1018781 | Grabówka                                                                                         | przysiółek wsi                                                                                   | Kolonia Piaski                                                                                   | 50°58′51″N 21°17′48″E/50,980833 21,296667                                                        |
| 0247396 | Kunów-Kolonia                                                                                    | część miasta                                                                                     | Kunów                                                                                            | 50°57′32″N 21°15′01″E/50,958889 21,250278                                                        |
| 0247249 | Jeleniec                                                                                         | osada leśna wsi                                                                                  | Kurzacze                                                                                         | 51°00′52″N 21°23′15″E/51,014444 21,387500                                                        |
| 0247255 | Zwierzyniec                                                                                      | osada leśna wsi                                                                                  | Kurzacze                                                                                         | 50°59′09″N 21°22′23″E/50,985833 21,373056                                                        |
| 0247232 | Barańszczyzna                                                                                    | przysiółek wsi                                                                                   | Kurzacze                                                                                         | 50°59′12″N 21°22′21″E/50,986667 21,372500                                                        |
| 1018806 | Kaplica                                                                                          | przysiółek wsi                                                                                   | Kurzacze                                                                                         | 51°01′57″N 21°20′25″E/51,032500 21,340278                                                        |
| 0247284 | Wojteczki                                                                                        | część wsi                                                                                        | Małe Jodło                                                                                       | 50°56′16″N 21°13′25″E/50,937778 21,223611                                                        |
| 0247278 | Działki Nosowskie                                                                                | część wsi                                                                                        | Małe Jodło                                                                                       | 50°55′48″N 21°13′43″E/50,930000 21,228611                                                        |
| 1018829 | Miłkowska Kolonia                                                                                | część wsi                                                                                        | Miłkowska Karczma                                                                                | 50°59′48″N 21°21′52″E/50,996667 21,364444                                                        |
| 0247315 | Nietulisko Fabryczne                                                                             | część wsi                                                                                        | Nietulisko Duże                                                                                  | 50°58′45″N 21°15′29″E/50,979167 21,258056                                                        |
| 0247321 | Nietulisko Górne                                                                                 | część wsi                                                                                        | Nietulisko Duże                                                                                  | 50°58′18″N 21°14′21″E/50,971667 21,239167                                                        |
| 0247338 | Resztówka                                                                                        | część wsi                                                                                        | Nietulisko Duże                                                                                  | 50°58′54″N 21°14′58″E/50,981667 21,249444                                                        |
| 0247350 | Dworaki                                                                                          | część wsi                                                                                        | Nietulisko Małe                                                                                  | 50°58′27″N 21°15′45″E/50,974167 21,262500                                                        |
| 0247380 | Komorniki                                                                                        | część wsi                                                                                        | Prawęcin                                                                                         | 50°57′45″N 21°13′33″E/50,962500 21,225833                                                        |
| 0247410 | Prawęcin Górny                                                                                   | część wsi                                                                                        | Prawęcin                                                                                         | 50°57′25″N 21°14′16″E/50,956944 21,237778                                                        |
| 0247404 | Prawęcin Dolny                                                                                   | część wsi                                                                                        | Prawęcin                                                                                         | 50°57′22″N 21°13′42″E/50,956111 21,228333                                                        |
| 0247427 | Trzecia Wieś                                                                                     | osada wsi                                                                                        | Prawęcin                                                                                         | 50°57′07″N 21°14′06″E/50,951944 21,235000                                                        |
| 0247440 | Nowa Wieś                                                                                        | część wsi                                                                                        | Rudka                                                                                            | 50°56′56″N 21°18′53″E/50,948889 21,314722                                                        |
| 0247456 | Rudka-Kolonia                                                                                    | część wsi                                                                                        | Rudka                                                                                            | 50°57′19″N 21°19′04″E/50,955278 21,317778                                                        |
| 0247462 | Stara Rudka                                                                                      | część wsi                                                                                        | Rudka                                                                                            | 50°56′52″N 21°18′38″E/50,947778 21,310556                                                        |
| 0247485 | Udziców Dolny                                                                                    | część wsi                                                                                        | Udziców                                                                                          | 50°56′43″N 21°17′47″E/50,945278 21,296389                                                        |
| 0247491 | Udziców Górny                                                                                    | część wsi                                                                                        | Udziców                                                                                          | 50°56′07″N 21°17′05″E/50,935278 21,284722                                                        |
| 0247516 | Długa Wieś                                                                                       | część wsi                                                                                        | Wymysłów                                                                                         | 50°58′26″N 21°20′38″E/50,973889 21,343889                                                        |
| 0247522 | Poprzeczna Wieś                                                                                  | część wsi                                                                                        | Wymysłów                                                                                         | 50°57′45″N 21°20′09″E/50,962500 21,335833                                                        |
| Źródła: Wykaz urzędowych nazw miejscowości i ich części (xls),Dz.U. z 2013 r. poz. 200 oraz Dz.U. z 2015 r. poz. 1636, Zbiory danych państwowego rejestru nazw geograficznych -2025-06-15 |                                                                                                  |                                                                                                  |                                                                                                  |                                                                                                  |

## Sołectwa
Biechów, Boksycka, Bukowie, Chocimów, Doły Biskupie, Janik, Kolonia Inwalidzka, Kolonia Piaski, Kurzacze, Małe Jodło, Miłkowska Karczma, Nietulisko Duże, Nietulisko Małe, Prawęcin, Rudka, Udziców, Wymysłów

## Sąsiednie gminy
Bodzechów, Brody, Ostrowiec Świętokrzyski, Pawłów, Sienno, Waśniów